# Forsthaus Bayerseich

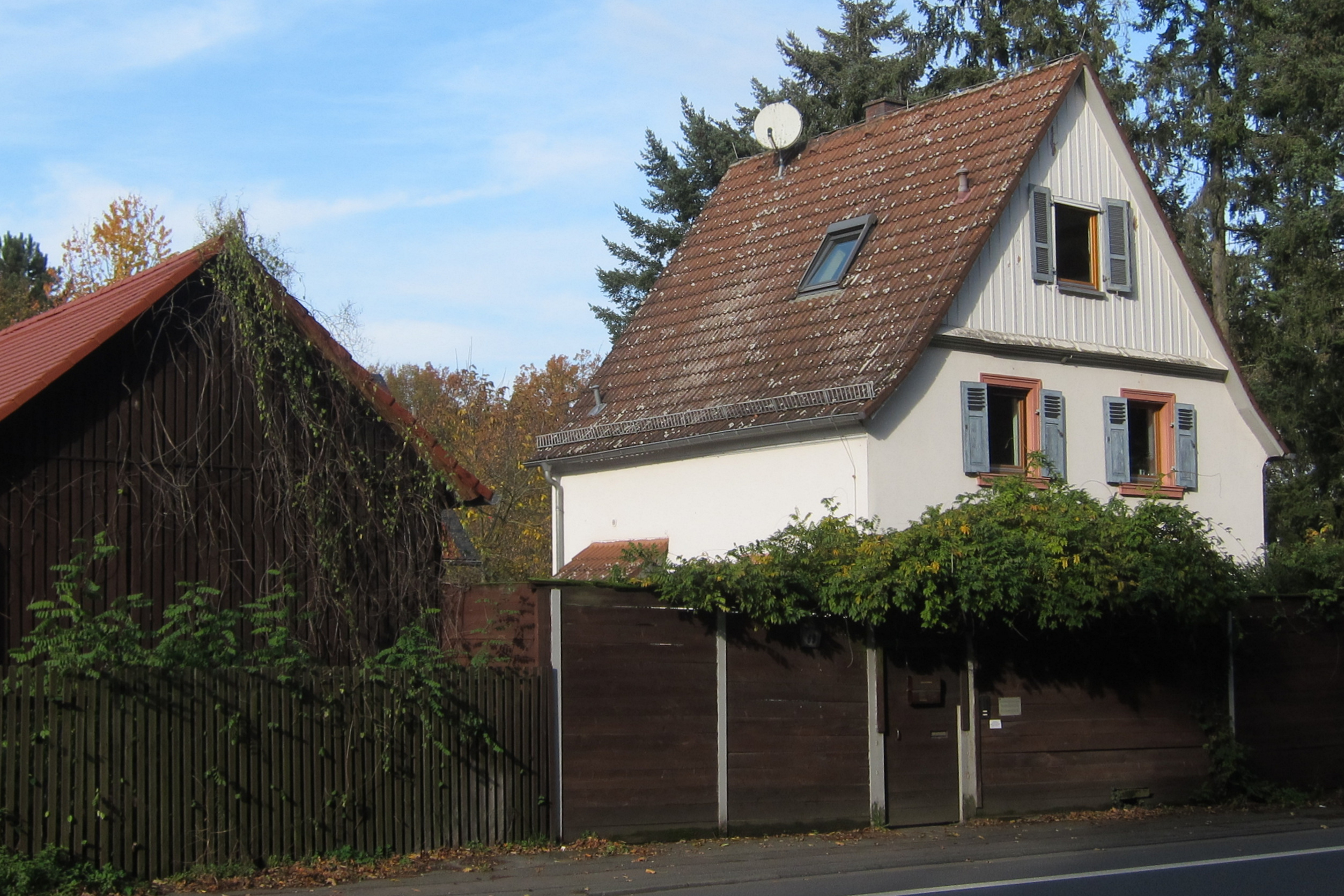
Forsthaus Bayerseich (2019)

Das Forsthaus Bayerseich ist ein unter Denkmalschutz stehendes Forsthaus in Erzhausen im hessischen Landkreis Darmstadt-Dieburg.

## Geschichte
Der Forstbezirk Bayerseich gehörte zum Amt Darmstadt, ab 1821 zum Landratsbezirk Langen. 1821 wurde er auch dem Bezirk des Landgerichts Langen zugeordnet, wo er auch verblieb, als Erzhausen 1853 in den Bezirk des Landgerichts Darmstadt wechselte. 1879 wurde Bayerseich Egelsbach zugerechnet.

## Beschreibung
Das giebelständige eingeschossige Forsthaus wurde im Jahre 1858 erbaut und im Jahre 1910 umgebaut. Das Bauwerk aus Stein hat ein ziegelgedecktes Satteldach. Die Giebel sind mit Holz verkleidet, die Gewände bestehen aus Sandstein. Das Gebäude besitzt Klappläden aus Holz. Die Fassade ist verputzt.